# Rue de Bagnolet
La rue de Bagnolet est une voie située dans le 20e arrondissement de Paris.

## Situation et accès

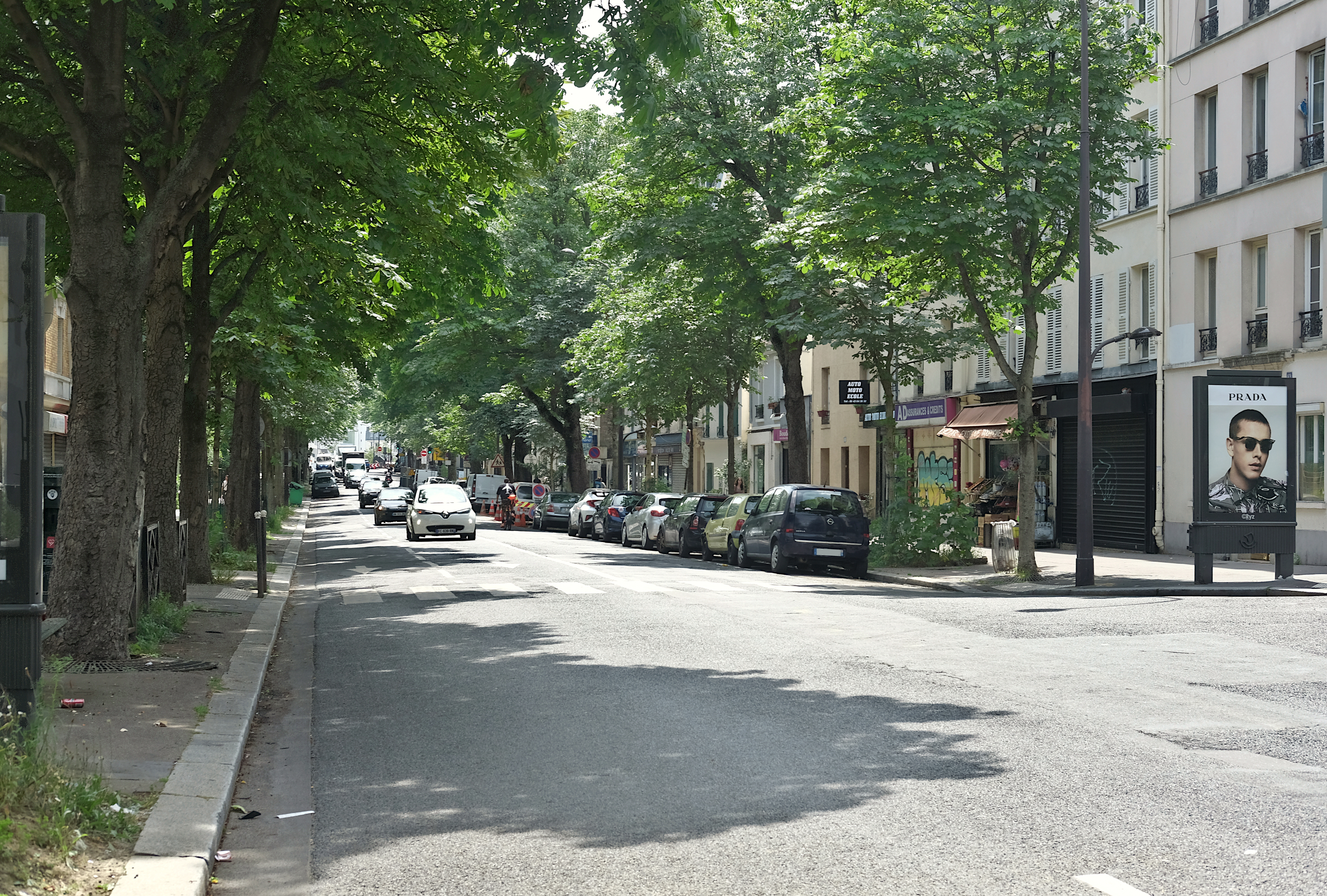
La rue de Bagnolet à proximité de la place de la porte de Bagnolet.

La rue de Bagnolet est une vois parisienne du 20e arrondissement orientée sud-ouest nord-est d'environ 1500 mètres de longueur ; elle relie le boulevard de Charonne qui marque la limite entre les 11e et 20e arrondissements de Paris et la place de la porte de Bagnolet située sur les boulevards des Maréchaux,  à proximité du périphérique .

## Origine du nom
La voie doit son nom au fait qu'elle mène à la commune de Bagnolet.

## Historique
Cette voie est indiquée à l'état de chemin sur le plan de Jouvin de Rochefort de 1672 comme faisant partie de l'ancienne commune de Charonne sous le nom « rue au Vacher ». La partie entre la rue des Prairies et le boulevard Davout limitait alors extérieurement le parc du château de Bagnolet.
Formant l'axe central de la commune de Charonne, elle prend ensuite naturellement le nom de « Grande Rue de Charonne » puis de « route départementale no 23 » avant de prendre le nom de « rue de Paris » entre le boulevard de Charonne et la place Saint-Blaise et « rue de Bagnolet » entre la place Saint-Blaise et le boulevard Davout.
La partie entre le boulevard de Charonne et la rue de la Réunion était comprise dans la rue de Fontarabie.
Classée dans la voirie parisienne en vertu du décret du 23 mai 1863, elle marque la limite entre le quartier de Charonne au sud et les quartiers du Père-Lachaise et Saint-Fargeau au nord.
Par un arrêté du 2 avril 1868, l'ensemble des voies citées est réuni sous la dénomination de « rue de Bagnolet ».
Une partie de la voie délimitait la ZAC Ancien Village de Charonne.

## Bâtiments remarquables et lieux de mémoire
- No 5 : cinéma Bagnolet Pathé (Cinéma Exploitation), entre 1908 et 1961[3].
- No 24 : immeuble de 1907, où ont été tournées des scènes de Mon oncle d'Amérique d'Alain Resnais (son scénariste, Jean Gruault, appartenait à  la famille qui fit construire l'immeuble).
- No 34 : domicile de l'ancien déserteur Paul Grappe, qui y est tué par son épouse en 1928[4].
- No 49 : porche de l'ancienne maison Pellissier, Jonas et Rivet fondée en 1871, liquidée en 1958.
- No 67 et 69 : immeuble contemporain (1992) à angle arrondi faisant retour sur la rue de la Réunion (nos 102 et 102bis).
Emplacement d'un ancien petit pavillon d'angle dit pavillon de Charonne qui marquait autrefois l'extrémité sud-est du domaine du château des seigneurs de Charonne. Ce domaine, situé à flanc de coteau et entièrement clôturé de murs, s'étendait à partir d'ici le long de l'ancienne rue de Paris jusqu'à la grille du château (emplacement du no 109), face à l'ancienne rue du Château[5] du bourg de Charonne et au-delà jusqu'aux environs du presbytère de l'église paroissiale Saint-Germain (voir no 119).
- No 83 : à l’arrière du bâtiment existait, au milieu du XIXe siècle, l’entrée d’une vaste carrière de gypse[6].
- No 102 bis : gare de Charonne, sur l'ancienne ligne de Petite Ceinture. De 1995 à décembre 2017, le bâtiment a hébergé la salle de concert La Flèche d'or.
- No 109 : hôtel Mama Shelter, ouvert en 2008, premier établissement de la chaîne hôtelière du même nom, conçu par l'Atelier Roland Castro, Sophie Denissof, Sylvia Casi dans le même programme que la Médiathèque Marguerite Duras[7]. Emplacement de la grille d'entrée du château de Charonne.
- No 115 : Médiathèque Marguerite Duras (2010), conçue par l'Atelier Roland Castro, Sophie Denissof, Sylvia Casi[8].
- No 119[5] : église Saint-Germain de Charonne flanquée de son presbytère (adresse postale 4, place Saint-Blaise) et du cimetière de Charonne, où sont inhumés : 
  - Bègue dit « Magloire », prétendu secrétaire de Robespierre ;
  - les enfants d'André Malraux, Gauthier et Vincent.
- No 148 : pavillon de l'Ermitage, construit vers 1720 pour Françoise Marie de Bourbon (1677-1749), duchesse d'Orléans, par un architecte nommé Serin, connu pour ce seul bâtiment. C’est le seul vestige subsistant du château de Bagnolet.
- No 166 : ici est né le 28 décembre 1931 Guy Debord (1931-1994), théoricien situationniste, cinéaste, poète et révolutionnaire[réf. nécessaire].

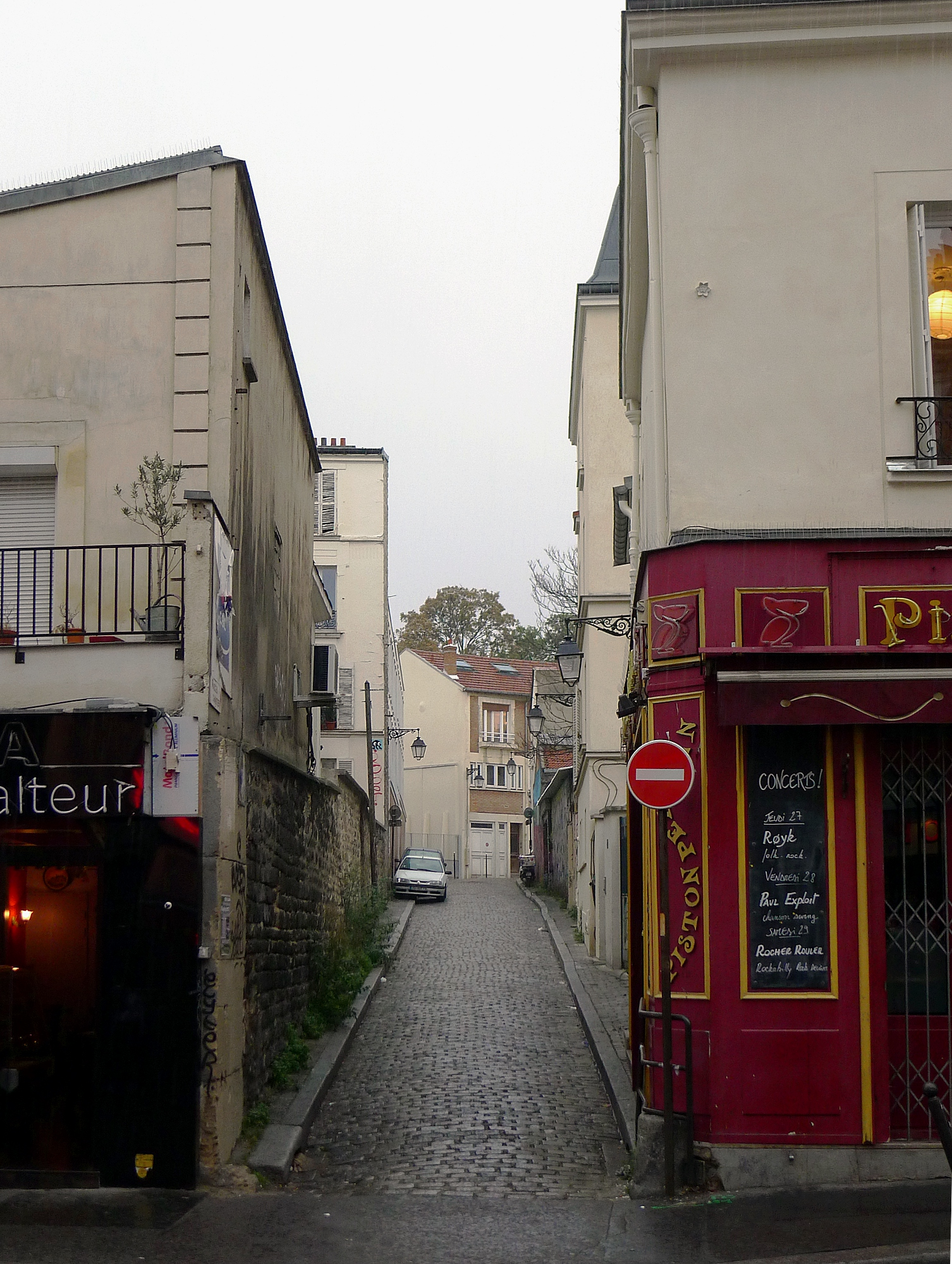
No 15 entrée de la cité Aubry.
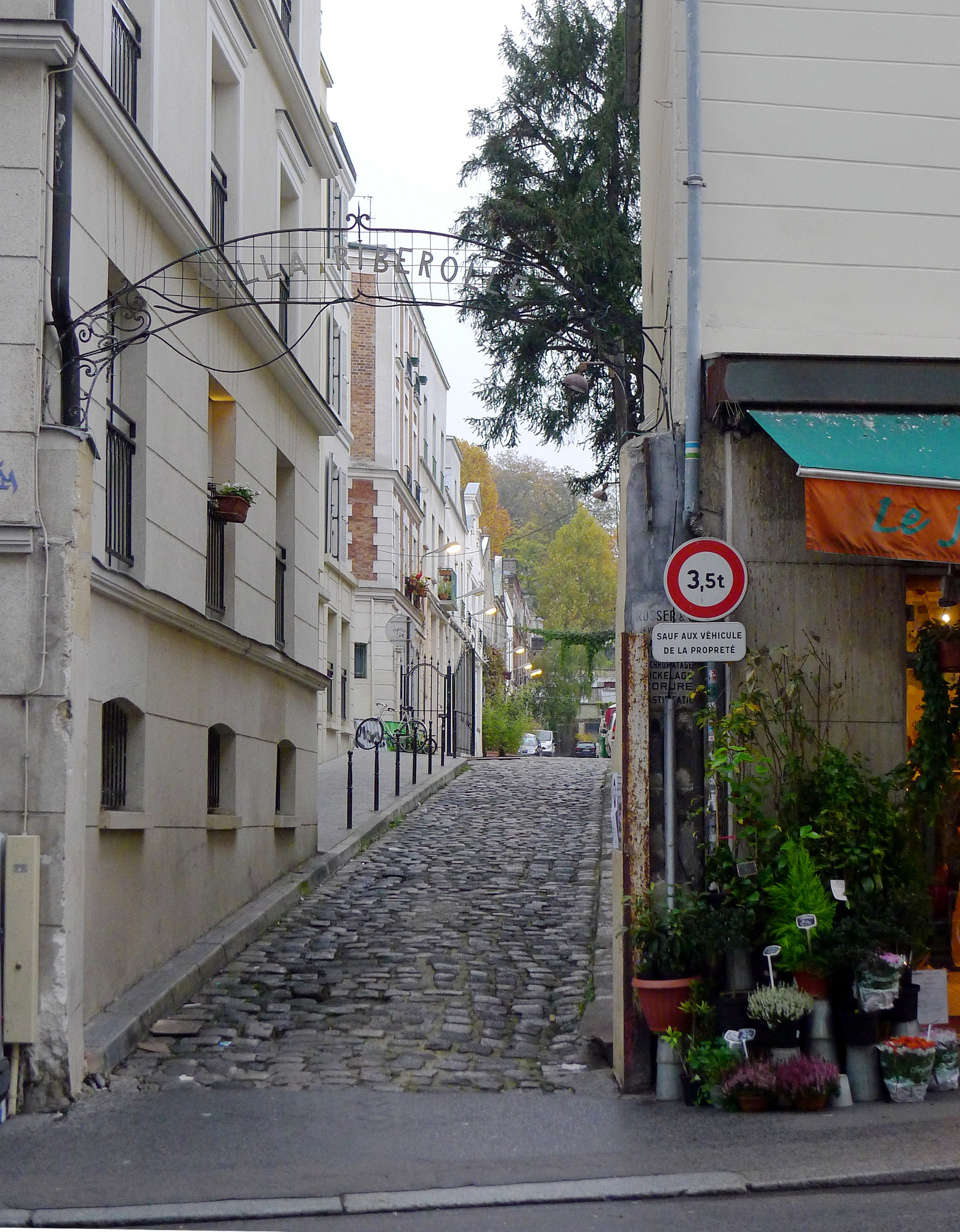
No 35 entrée de la villa Riberolle.
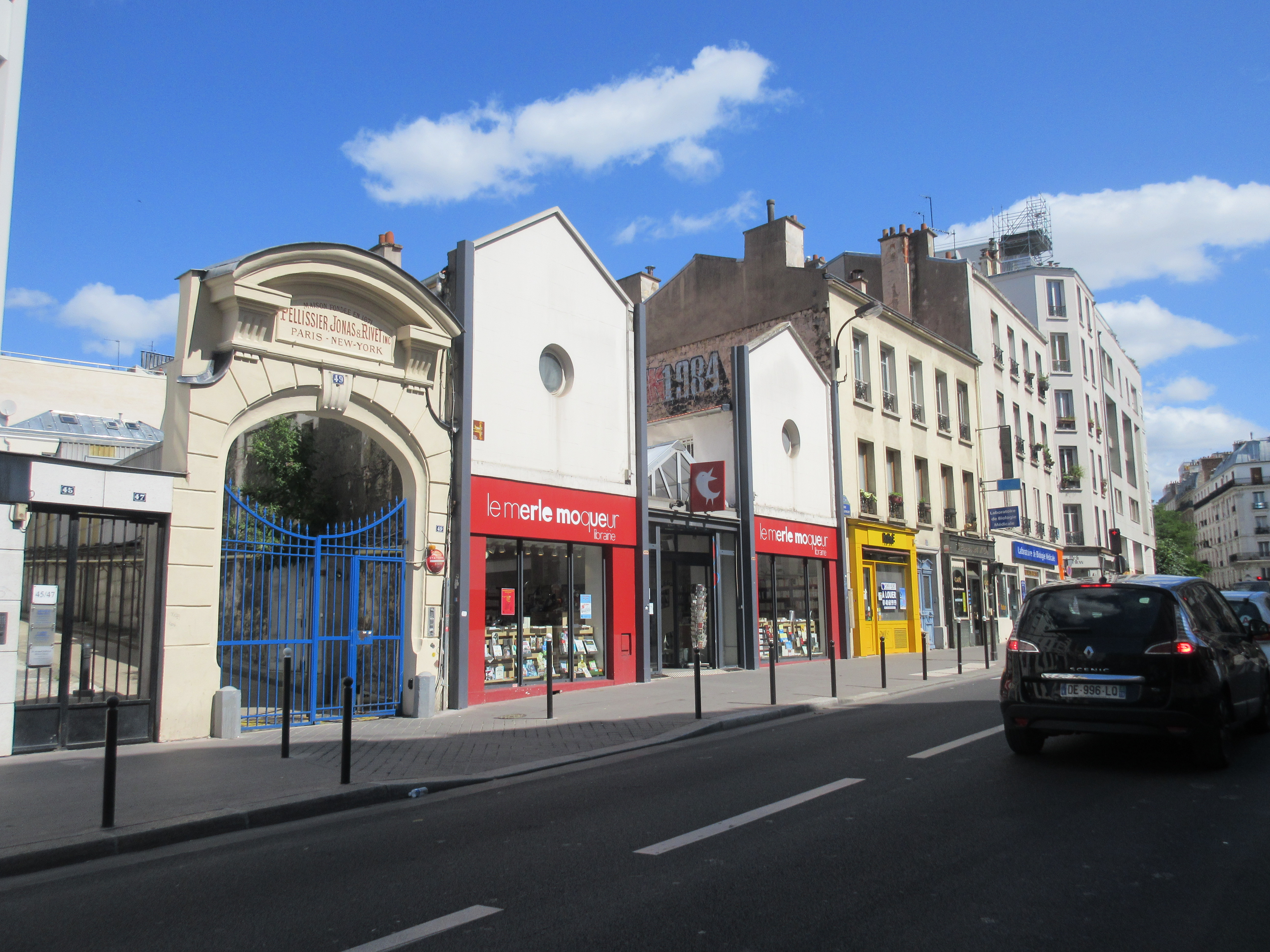
No 49 porche.
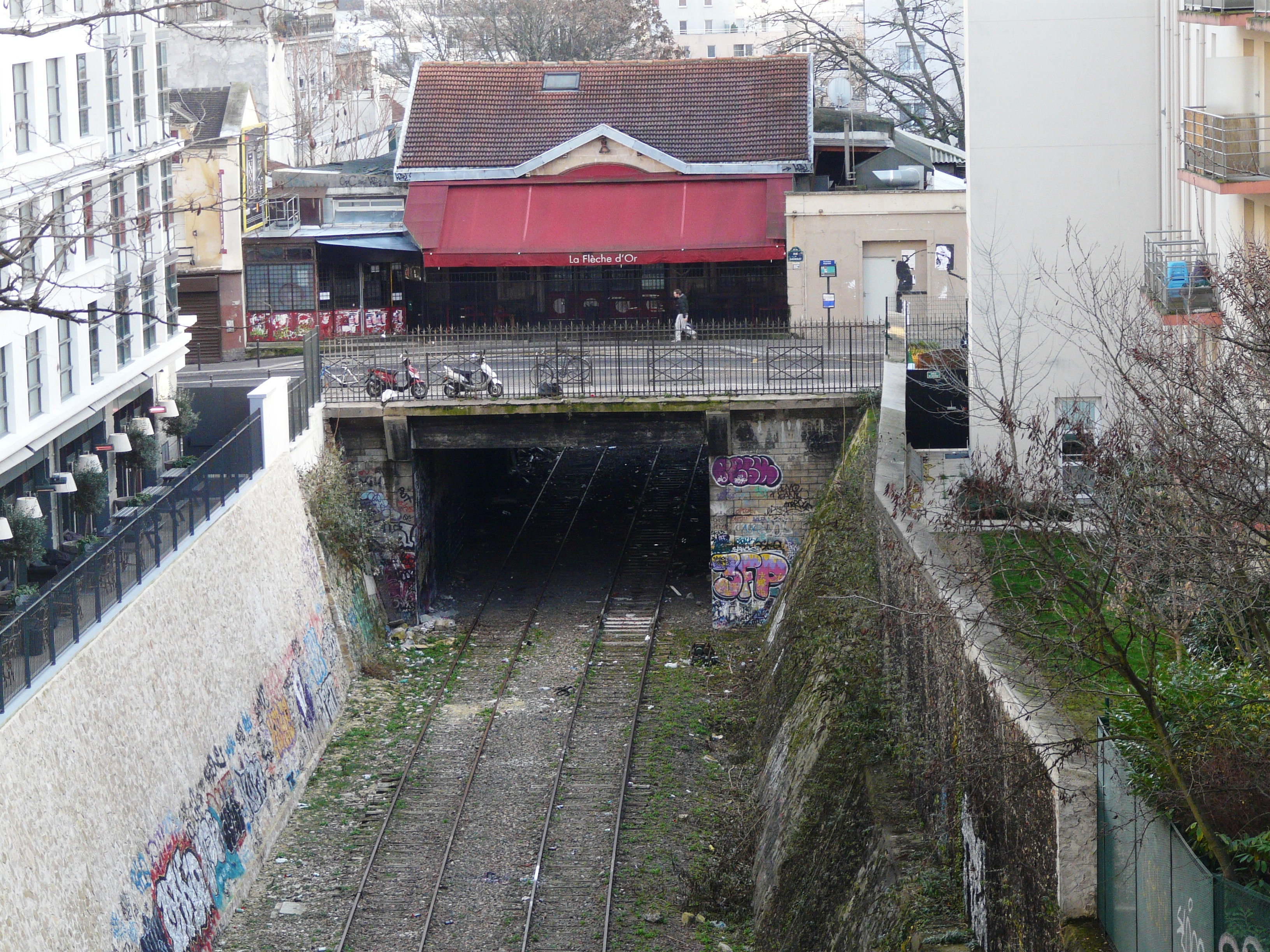
No 102bis ancienne gare de Charonne.
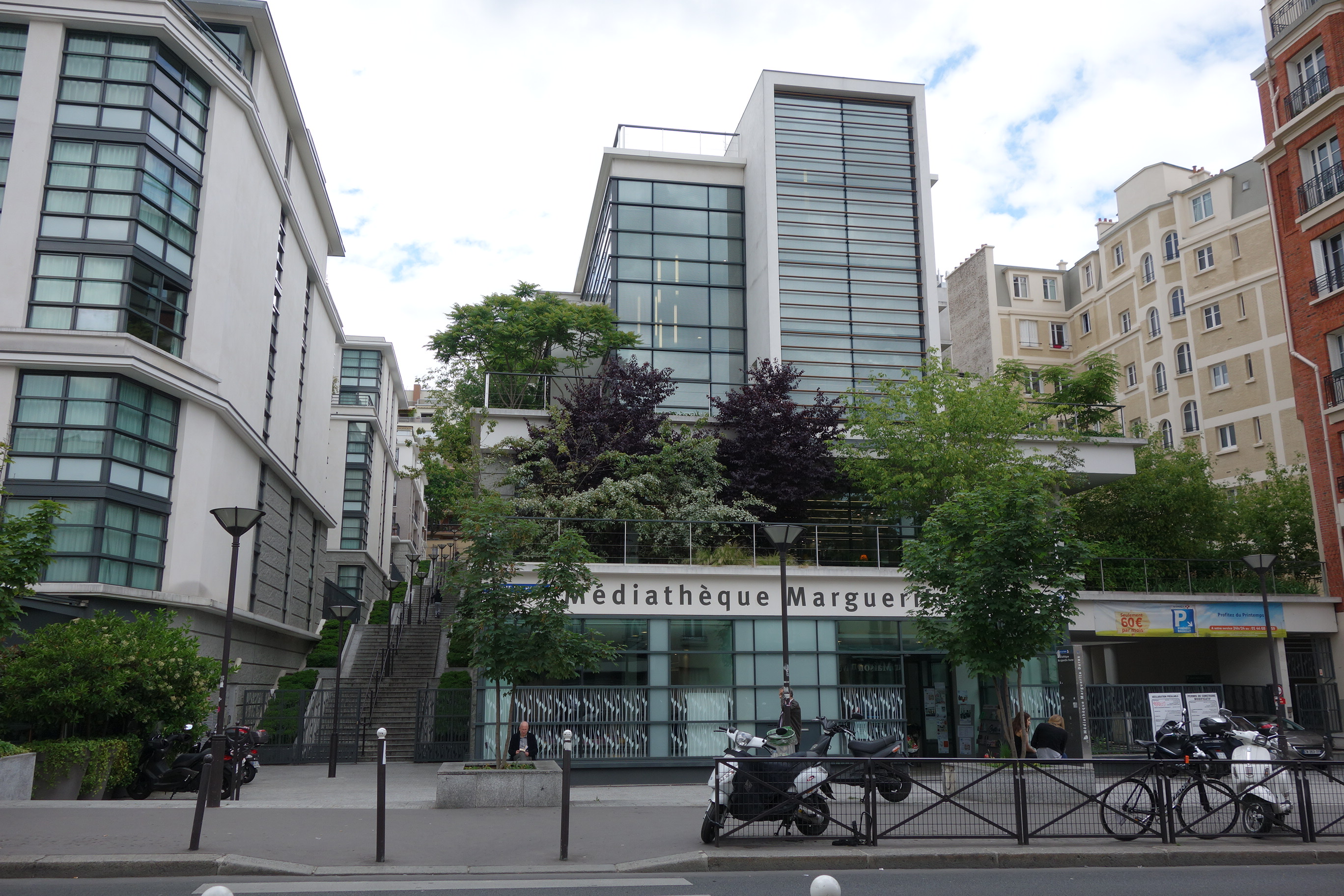
No 115 Médiathèque Marguerite Duras.
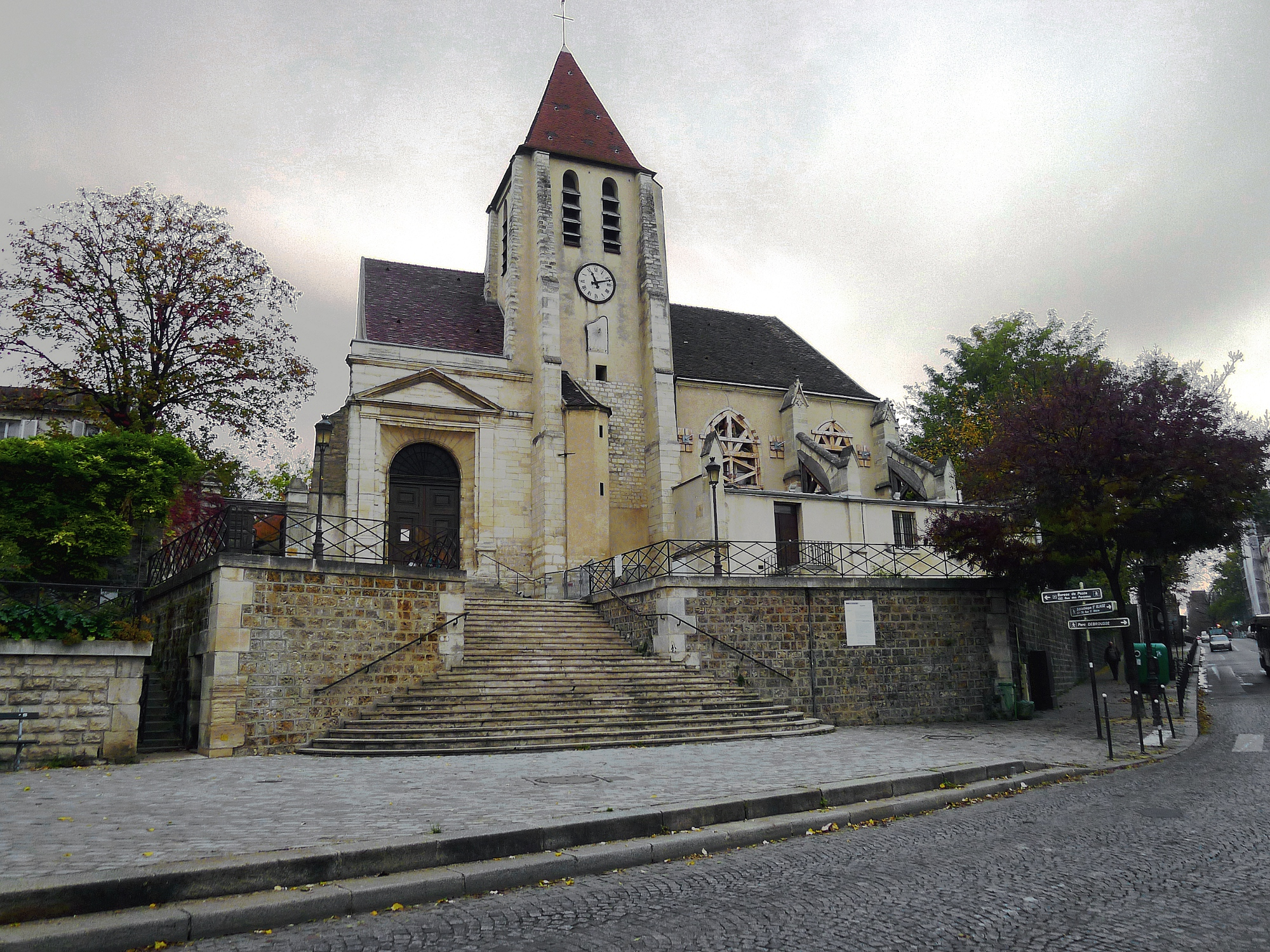
No 119 église Saint-Germain de Charonne.
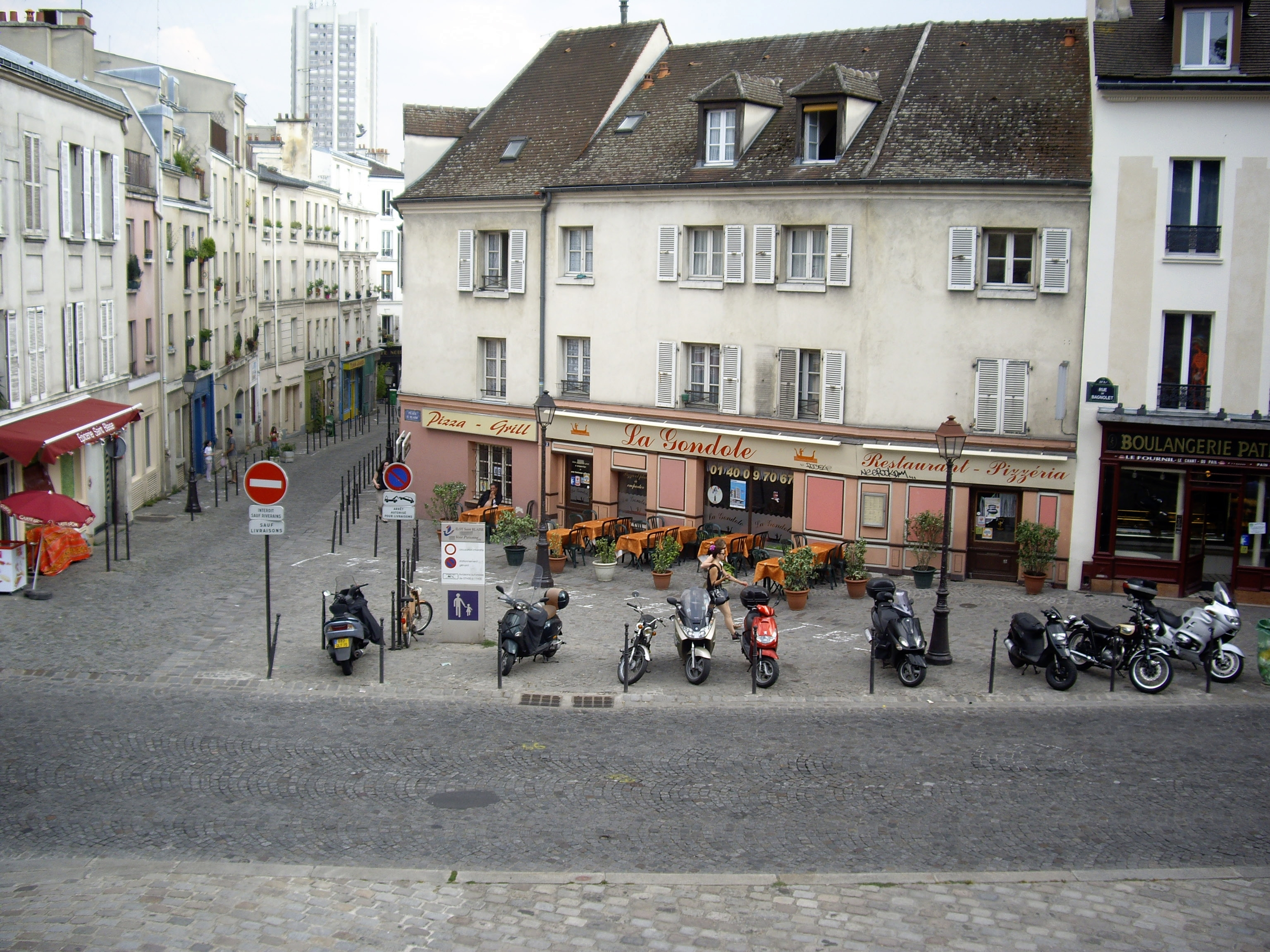
Face au no 119 place Saint-Blaise.
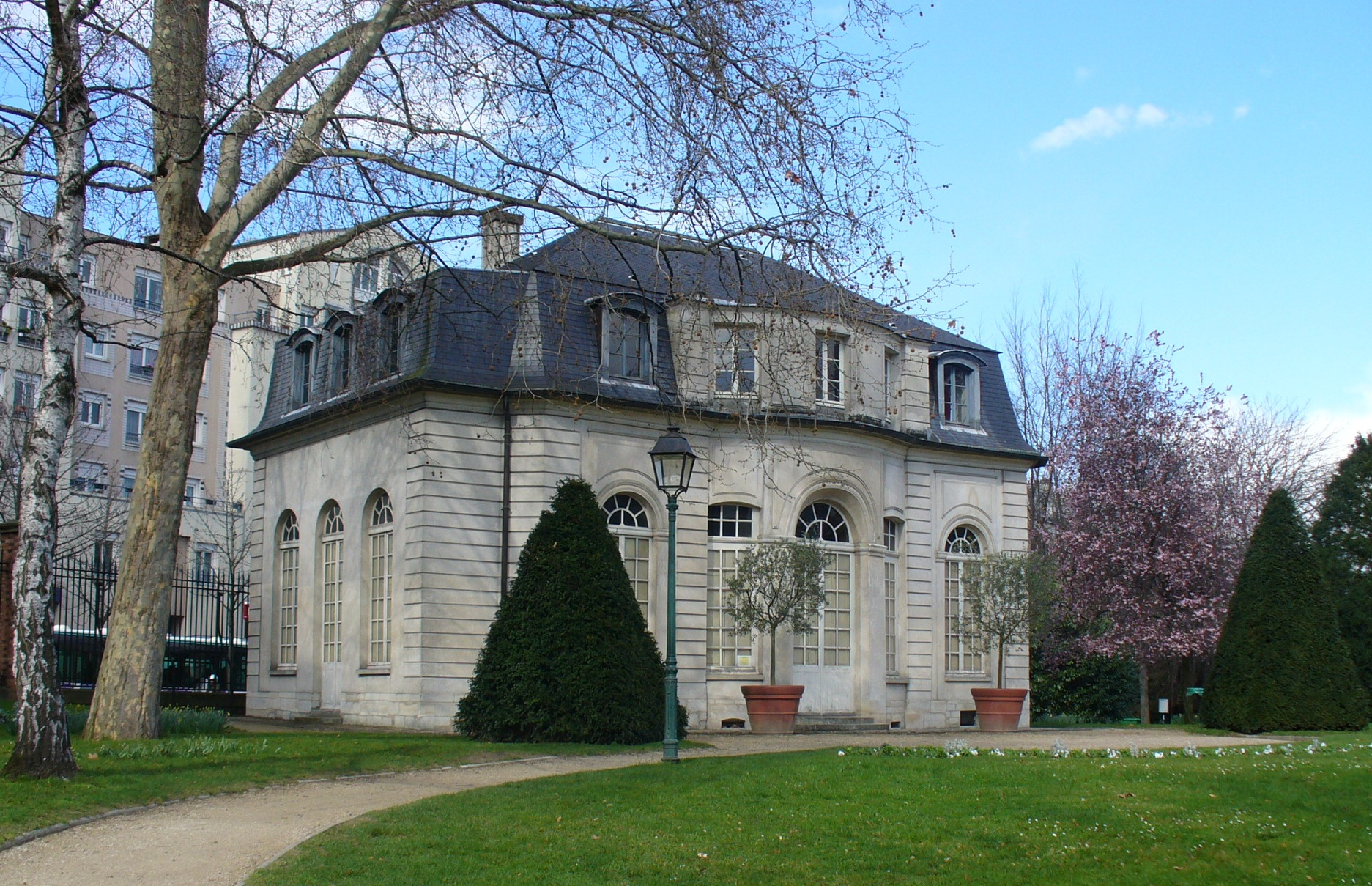
No 148 pavillon de l'Ermitage.